# Vazzio
Le Vazzio est un quartier d'Ajaccio, situé au nord-est de la ville, à proximité de l'aéroport, de la centrale EDF et du stade François-Coty.
En 2017, un projet de construction, dans la zone du Vazzio, d'un nouvel établissement pénitentiaire de 100 places est annoncé par le ministre de la justice Jean-Jacques Urvoas. Il est notamment destiné à remplacé la maison d'arrêt d'Ajaccio considérée comme vétuste. Cependant, en 2018, l'administration pénitentiaire ne valide finalement pas le choix de ce site.